# Entier relatif
Pour les articles homonymes, voir Entier.
En mathématiques, un entier relatif, un entier rationnel ou simplement un nombre entier est un nombre qui se présente comme un entier naturel auquel on a adjoint un signe positif ou négatif indiquant sa position par rapport à 0 sur un axe orienté. Les entiers positifs (supérieurs à zéro) s'identifient aux entiers naturels : {\displaystyle 0,1,2,3\ldots } tandis que les entiers négatifs sont leurs opposés : {\displaystyle 0,-1,-2,-3\ldots } L'entier {\displaystyle 0} lui-même est donc le seul nombre à la fois positif et négatif.
Un nombre réel est entier s'il peut s'écrire sans partie fractionnaire en écriture positionnelle de base entière, c'est-à-dire sans chiffre (autre que zéro) « après la virgule ».
Les entiers relatifs permettent d'exprimer la différence de deux entiers naturels quelconques. Entre autres significations de la différence, on peut citer la position sur un axe orienté par rapport à un point de référence (un axe à positions discrètes, c'est-à-dire discontinues) ; le déplacement depuis une position d'origine, dans un sens ou dans l'autre ; ou encore la variation d'une valeur entière, donc comptée en unités (variation positive pour un gain, négative pour une perte).
L'ensemble des entiers relatifs est généralement noté  « {\displaystyle \mathbb {Z} } ». La présence d'un astérisque en exposant (« {\displaystyle \mathbb {Z} ^{*}} ») désigne l'ensemble des entiers relatifs non nuls. La notation « {\displaystyle \mathbb {Z} ^{-}} » désigne l'ensemble des entiers négatifs. Il est plus rare de trouver la notation « {\displaystyle \mathbb {Z} ^{+}} » qui désigne les entiers naturels dont l'ensemble est usuellement noté « {\displaystyle \mathbb {N} } ».
Cet ensemble est (totalement) ordonné pour la relation de comparaison usuelle héritée de celle des entiers naturels. Muni des opérations d'addition et de multiplication, il constitue un anneau commutatif.
Les entiers relatifs sont aussi appelés entiers rationnels,, appellation qui ne doit pas entraîner de confusion avec les nombres rationnels ou fractions. Cette dénomination vient de l'anglais rational integer, et désigne un cas particulier d'entiers algébriques, construit sur le corps de nombres des rationnels. On trouve cette appellation chez Nicolas Bourbaki et certains mathématiciens s'inscrivant dans le mouvement des mathématiques modernes, parmi lesquels Georges Papy.

La droite des nombres permet de représenter les entiers relatifs.

## Motivation
La principale raison de l'introduction des nombres négatifs est la possibilité de résoudre toutes les équations de la forme : 
{\displaystyle a+x=b}, où {\displaystyle x} est l'inconnue et {\displaystyle a} et {\displaystyle b} sont des paramètres.
Dans l'ensemble des entiers naturels, seules certaines de ces équations ont une solution.
{\displaystyle 5+x=8} si et seulement si {\displaystyle x=3}
{\displaystyle 9+x=4} n'a pas de solution dans l'ensemble des entiers naturels. Elle possède une solution dans l'ensemble des entiers relatifs qui est {\displaystyle -5}.

## Fragments d'histoire
La première allusion à des nombres négatifs apparaît dans des textes indiens  comme  l'Arybhatiya du mathématicien indien Âryabhata (476-550) où sont définies les règles d'additions et de soustractions. Les nombres négatifs apparaissent alors comme représentant des dettes et les nombres positifs comme des recettes. Quelques siècles plus tard, dans les écrits du mathématicien perse Abu l-Wafa (940-998), on voit apparaître des produits de nombres négatifs par des nombres positifs. Cependant le nombre reste encore attaché à des quantités physiques et le nombre négatif n'a guère de statut légal. Al Khuwarizmi (783-850) par exemple, dans son ouvrage la Transposition et la réduction préfère traiter 6 types d'équations du second degré au lieu d'envisager des soustractions.
En Europe les nombres relatifs apparaissent tardivement, on attribue en général à Simon Stevin (1548-1620) la fameuse règle des signes pour le produit de deux entiers relatifs. D'Alembert (1717-1783) lui-même dans l'Encyclopédie envisage le nombre relatif comme une idée dangereuse.

« Il faut avouer qu'il n'est pas facile de fixer l'idée des quantités négatives, & que quelques habiles gens ont même contribué à l'embrouiller par les notions peu exactes qu'ils en ont données. Dire que la quantité négative est au-dessous du rien, c'est avancer une chose qui ne se peut pas concevoir. Ceux qui prétendent que 1 n'est pas comparable à −1, & que le rapport entre 1 & −1 est différent du rapport entre −1 & 1, sont dans une double erreur […] Il n'y a donc point réellement & absolument de quantité négative isolée : −3 pris abstraitement ne présente à l'esprit aucune idée. »

— D'Alembert, Dictionnaire raisonné des sciences, des arts et des métiers, vol. 11
Il faut attendre encore plus d'un siècle et l'avènement du formalisme pour voir apparaître une construction formelle de l'ensemble des entiers relatifs à partir de classes d'équivalence de couples d'entiers naturels.
C'est à Richard Dedekind (1831-1916) que l'on doit cette construction. Lui-même utilisait la lettre {\displaystyle K} pour désigner l'ensemble des entiers relatifs. Plusieurs autres conventions ont eu cours, jusqu'à ce que Nicolas Bourbaki popularise l'usage de la lettre {\displaystyle \mathbb {Z} }, initiale de l'allemand Zahlen (nombres).

## Règles opératoires
Dans un nombre relatif, on distingue le signe ({\displaystyle +} ou {\displaystyle -}) et la valeur absolue : {\displaystyle -3} a pour valeur absolue {\displaystyle 3}.

### Addition
La somme de deux entiers de même signe s'obtient en additionnant les deux valeurs absolues et en conservant le signe commun :
{\displaystyle (-3)+(-5)=-8}, écriture que l'on abrège en {\displaystyle -3-5=-8}, supprimant le signe opératoire {\displaystyle +}.
La somme de deux entiers relatifs de signes contraires s'obtient en calculant la différence entre les deux valeurs absolues et en lui affectant le signe de l'entier ayant la plus grande valeur absolue :
{\displaystyle (+3)+(-5)=-2}, écriture que l'on abrège en {\displaystyle 3-5=-2}.

### Multiplication
Le résultat d'une multiplication s'appelle un produit.
Le produit de deux nombres relatifs de même signe est toujours positif ({\displaystyle +}) et s'obtient en effectuant le produit des valeurs absolues : 
{\displaystyle (+3)\times (+4)=+12}  que l'on abrège en {\displaystyle 3\times 4=12}
{\displaystyle (-3)\times (-7)=+21=21}
(le {\displaystyle +} n'étant pas obligatoire si le produit n'est pas négatif)
Le produit de deux nombres relatifs de signes différents est toujours négatif ({\displaystyle -}) et s'obtient en effectuant le produit des valeurs absolues 
{\displaystyle (+7)\times (-4)=-28}

#### Règle des signes
- plus multiplié par plus, donne produit plus
- moins multiplié par moins, donne produit plus
- moins multiplié par plus ou plus multiplié par moins donne produit moins

## Ensemble des entiers relatifs

### Construction
En partant des entiers naturels, les mathématiciens ont pu formellement définir les entiers relatifs et construire leur ensemble, communément appelé {\displaystyle \mathbb {Z} }. L'origine de cette construction serait la volonté de définir des nombres tels que, pour tous {\displaystyle a} et {\displaystyle c} donnés, on puisse trouver {\displaystyle b} tel que {\displaystyle a+b=c}, ce qui est impossible avec des entiers naturels si {\displaystyle a>c} . Les nombres négatifs ont été utilisés dès l'Antiquité en Asie, mais il leur a fallu longtemps pour être admis en Occident : introduits par la géométrie, leur définition formelle date du XIXe siècle. Les nombres relatifs sont alors définis à partir de couples d'entiers naturels et d'une relation d'équivalence. Quant à l'addition comme la multiplication, elles sont déduites de celles définies pour les entiers naturels. L'ensemble {\displaystyle \mathbb {Z} } peut être considéré comme constitué de la réunion de l'ensemble des entiers naturels, {\displaystyle \mathbb {N} }, et de celui de leurs opposés {\displaystyle (-\mathbb {N} )}. L'ensemble {\displaystyle \mathbb {Z} } des entiers relatifs peut ainsi être vu comme le symétrisé du semi-anneau {\displaystyle \mathbb {N} } des entiers naturels.

### Structure
L'ensemble des entiers relatifs, muni de ses lois d'addition et de multiplication, est le prototype de la notion d'anneau. Il s'agit même d'un anneau euclidien, en référence à la division euclidienne. Il est donc également principal et a fortiori factoriel et noethérien.

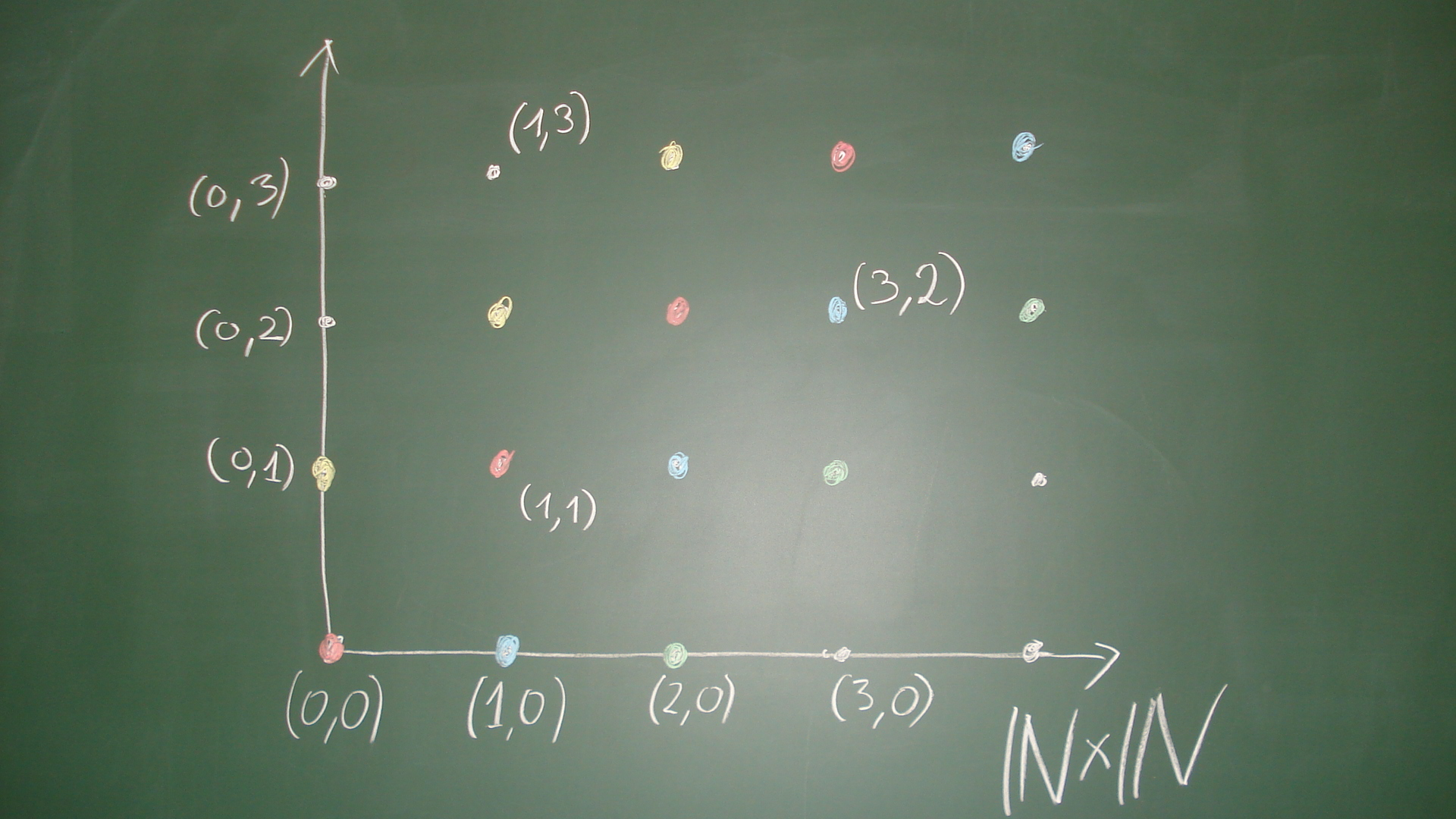
Une représentation d'une construction des entiers relatifs.

La distance usuelle sur {\displaystyle \mathbb {Z} } est la valeur absolue de la différence. Elle fait de {\displaystyle \mathbb {Z} } un espace métrique dont la topologie  est discrète, si bien que l'espace est complet.
Les seules autres distances compatibles avec la structure d'anneau sont les distances p-adiques, où p est un nombre premier.
Le groupe additif {\displaystyle (\mathbb {Z} ,+)} est (à isomorphisme près) l'unique groupe monogène sans torsion, c'est-à-dire l'unique groupe abélien libre de rang 1. C'est donc un groupe infini dénombrable.
Ce groupe est totalement ordonné par la relation d'ordre usuelle.

### Extensions
L'ensemble {\displaystyle \mathbb {Z} } des entiers relatifs se plonge dans l'ensemble des nombres décimaux, noté {\displaystyle \mathbb {D} }, qui lui-même est une partie de l'ensemble des nombres rationnels noté {\displaystyle \mathbb {Q} }.
La notion d'entier est étendue par la définition des entiers algébriques, qui sont aux divers corps de nombres ce que les entiers relatifs sont au corps des rationnels. Les entiers rationnels, c'est-à-dire les entiers algébriques du corps des rationnels, sont donc exactement les entiers relatifs.
Pour chacune des distances {\displaystyle p}-adiques, le complété de {\displaystyle \mathbb {Z} } est un anneau des entiers {\displaystyle p}-adiques noté {\displaystyle \mathbb {Z} _{p}}, dont le corps de fraction est le corps des nombres {\displaystyle p}-adiques, noté {\displaystyle \mathbb {Q} _{p}} et qui contient {\displaystyle \mathbb {Q} }.

## Utilisations courantes

Thermomètre gradué, en degrés Celsius, de -50 (côté bleu) à +50 (côté rouge).

Les nombres relatifs sont des nombres qui sont devenus relativement familiers. On les trouve :
- dans les ascenseurs où par exemple -2 désignera le deuxième sous-sol ;
- sur les thermomètres pour indiquer les températures en dessous de 0 °C ;
- sur les relevés bancaires où par exemple -120 indiquera un découvert de 120 euros ;
- dans le calendrier grégorien, où les années avant la naissance de Jésus Christ ("avant J-C") sont parfois notées par un entier négatif, comme dans la phrase : "Jules César est né en -100".